# Уаньи-ан-Валуа
Уаньи́-ан-Валуа́ (фр. Oigny-en-Valois) — коммуна во Франции, находится в регионе Пикардия. Департамент коммуны — Эна. Входит в состав кантона Вилле-Котре. Округ коммуны — Суассон.
Код INSEE коммуны — 02568.

## Население
Население коммуны на 2010 год составляло 142 человека.
| 1962 | 1968 | 1975 | 1982 | 1990 | 1999 | 2010 |
| ---- | ---- | ---- | ---- | ---- | ---- | ---- |
| 119  | 92   | 116  | 137  | 188  | 163  | 142  |

## Экономика
В 2010 году среди 104 человек трудоспособного возраста (15—64 лет) 72 были экономически активными, 32 — неактивными (показатель активности — 69,2 %, в 1999 году было 66,7 %). Из 72 активных жителей работали 68 человек (43 мужчины и 25 женщин), безработных было 4 (1 мужчина и 3 женщины). Среди 32 неактивных 10 человек были учениками или студентами, 12 — пенсионерами, 10 были неактивными по другим причинам.